# Шаробаро, Илья Дмитриевич
Илья Дмитриевич Шаробаро (1932—2018) — советский и российский деятель сельского хозяйства, учёный, доктор экономических наук, профессор.

## Биография
Илья Дмитриевич Шаробаро родился 25 июля 1932 года в деревне Плауновка (ныне — Клинцовский район Брянской области). После окончания средней школы поступил в Новозыбковский техникум механизации сельского хозяйства. Окончив его, уехал в Москву, где поступил в Московский институт механизации и электрификации сельского хозяйства. В 1959 году с отличием окончил вуз и по распределению был направлен в Смоленскую область. Был председателем Велижского райисполкома, затем начальником Смоленского монтажного управления «Центросовхозмонтаж». С 1975 года и вплоть до его ликвидации в 1986 году возглавлял Смоленское областное объединение «Сельхозтехника». Внёс большой вклад в развитие сельского хозяйства на Смоленщине. В феврале 1986 года был назначен заместителем председателя Смоленского областного агропромышленного объединения.
С февраля 1989 года Шаробаро жил в Московской области, находился на преподавательской работе. Был проректором, затем ректором Всероссийского института повышения квалификации инженерных кадров, после распада СССР преобразованного в Российскую инженерную академию менеджмента и агробизнеса. Оставался на посту ректора вплоть до 2009 года.
Опубликовал в общей сложности более 120 научных и учебно-методических работ в области экономики сельского хозяйства, экологии и использования передовых технологий в сельхозпроизводстве. Среди них — 15 монографий. Обладатель 1 патента на изобретение. В 2006 году защитил диссертацию на соискание учёной степени доктора экономических наук. Был избран сначала членом-корреспондентом, а затем академиком Российской академии естественных наук.
Умер 9 декабря 2018 года, похоронен на кладбище деревни Гнёздово Смоленского района Смоленской области.

## Награды
- Заслуженный инженер сельского хозяйства РСФСР (6 мая 1982 года);
- Орден «Знак Почёта» (7 мая 1971 года);
- Медаль ордена «За заслуги перед Отечеством» 2-й степени (27 января 1998 года);
- Медаль «За преобразование Нечерноземья РСФСР» (13 сентября 1984 года) и ряд других медалей.